# Травні ферменти
Травні ферменти — хімічні речовини, які продукуються організмом для розщеплення білків, жирів та вуглеводів до простих речовин, які засвоюються організмом.
Травні ферменти є в складі слини (амілаза, мальтаза), шлункового соку (пепсин, ліпаза), кишкового соку (трипсин, ліпаза, амілаза, лактаза, мальтаза).
Також вони є в травних соках товстої кишки, але в незначних кількостях.
Саме ферменти відіграють головну роль в процесі травлення. Кожен фермент розщеплює тільки одну речовину (хімічну сполуку) і тільки за певних умов (кислотність, середовище дії, температура, наявність активаторів). Саме тому в людей з високою температурою травлення ускладнюється.
Така «вибагливість» пояснюється тим, що в основі дії ферментів лежать складні біохімічні реакції, яким потрібні певні умови.

### Процес травлення
Потрапляючи в ротову порожнину, шматочки їжі огортує слина, в складі якої є α-амілаза, що головним чином починає первинно розщеплювати вуглеводи (складні) і продовжує це робити протягом усього стравоходу.
При попаданні в шлунок грудочок їжі, α-амілаза інактивується вмістом шлункового соку. Головним ферментом шлункового вмісту є пепсин (перетравлення білків), він є результатом активації пепсиногену соляною кислотою, що виділяється залозами шлунку. Ліпаза виділяється в шлунку в незначних кількостях.
Далі, при потраплянні перетравленого вмісту шлунку в дванадцятипалу кишку (відділ тонкої кишки) він обробляється всіма ферментами, які виділяє, в основному, підшлункова залоза. Це в першу чергу трипсин (руйнує білки), ліпаза та амілаза, при чому ліпаза буде руйнувати ліпіди (жири) лише в активованому вигляді. Ферментні властивості ліпази активує вміст жовчного міхура, жовчні протоки також виходять в дванадцятипалу кишку. Ферменти будуть взаємодіяти з рештками їжі протягом майже всієї кишки.